# Szabó Imre (ügyvéd)
Iklódi Szabó Imre, Iklódy-Szabó Imre (Tihany, 1843. december 16. – Budapest, 1912. május 17.) ügyvéd és országgyűlési képviselő.

## Élete
A gimnázium négy alsó osztályát Veszprémben a piaristáknál, az 5. és 6. osztályt Győrött a bencéseknél, a 7. és 8. osztályt Székesfehérvárott a cisztercitáknál végezte. Jogi diplomáját a budapesti tudományegyetemen szerezte. 1867-ben Veszprémbe ment joggyakornoknak és azon évben megválasztották megyei másodjegyzővé. 1871-ben a megye másodalügyésze lett. 1872-ben királyi alügyésszé nevezték ki és mint ilyen a pápai királyi ügyészség vezetője volt, még ugyanez év május 20-án Eötvös Károlynak az ügyészségről való lemondása után, Veszprémbe helyezték át alügyészi minőségben és reá bízták a királyi ügyészség vezetését. 1873-ban királyi ügyésszé léptették elő. Ő rendezte be a veszprémi törvényszéki börtönben a rabok munkaházát. 1874-ben nőül vette Wurda Ludmillát, aktől négy gyermeke született. 1876-ban a veszprémi püspökség főügyészévé hívták meg. Ez állásában maradt 1888. augusztus 1-ig. Időközben a veszprémi takarékpénztár jogtanácsosa is lett. Élénk részt vett a város és megye közügyeinek intézésében. A veszprémi kerület 1890-ben, 1892-ben és 1896-ban megválasztotta országgyűlési képviselőnek, ezt a tisztséget 1990-ig töltötte be. A Szabadelvű Párt híve volt. 1897-ben Budapestre költözött. A Balatoni Halászati Rt. elnöke volt, Sólyom nevű vitorlás hajójával 1911-ben versenyt is nyert. Sírja a budapesti Farkasréti temetőben található.
Programmbeszédei a helyi lapokban, országgyűlési beszédei a Naplókban vannak.

## Munkája
- Ünnepi beszéde I. Ferencz József király hetvenedik születésenapján 1900. aug. 18. Veszprém vármegye törvényhatósági bizottságának rendkívüli díszgyűlésén. Veszprém, 1900.